# Stadion im. Teodora Wardinogiánesa w Heraklionie
Stadion im. Teodora Wardinogiánesa – stadion piłkarski w Heraklionie, na Krecie, w Grecji. Został otwarty 11 listopada 1951 roku. Może pomieścić 9088 widzów. Swoje spotkania rozgrywają na nim piłkarze klubu OFI Kreta.

## Historia
Stadion klubu OFI Kreta powstał po II wojnie światowej w miejscu dawnego cmentarza katolicko-żydowsko-ormiańskiego (fragment cmentarza z ormiańskimi nagrobkami nadal znajduje się obok północnej trybuny, wskutek czego zresztą nie była możliwa jej pełna rozbudowa – stąd jej niesymetryczny kształt). Otwarcie nowego obiektu miało miejsce 11 listopada 1951 roku. Wcześniej piłkarze OFI Kreta swoje spotkania rozgrywali na stadionie „Eleitherías”. Przez lata stadion był rozbudowywany, stopniowo zyskując swój obecny, nieregularny kształt, uwarunkowany ograniczeniami przestrzennymi.
W 2004 roku w pobliżu obiektu (ponad pół kilometra na zachód od niego) oddano do użytku stadion „Pankritio”, największy stadion na Krecie. Podczas Igrzysk Olimpijskich 2004 odyło się na nim część spotkań turnieju piłkarskiego (stadion OFI Kreta pełnił wówczas rolę obiektu treningowego dla drużyn olimpijskich). Po igrzyskach zespół OFI Kreta przeniósł się na nowy stadion, gdzie występował przez kilka sezonów, jednak po spadku z Superligi w sezonie 2008/2009 powrócił na swój dawny obiekt.